# Księży Las (Opole)
Pour les articles homonymes, voir Księży Las.
Księży Las est une localité polonaise de la gmina d’Ujazd, située dans le powiat de Strzelce en voïvodie d'Opole.